# 加色丁禮天主教烏爾米耶總教區
加色丁禮天主烏爾米耶總教區（拉丁語：Archieparchia Urmiensis）是伊朗一個東儀天主教（加色丁禮）總教區，是伊朗三個加色丁禮教區之一。
總教區成立於1890年6月4日。1983年11月30日起總教區和沙赫普爾教區的主教由同一個人出任。2010年有四個堂區、四名司鐸，1,350位教友。現任教區總主教為多默·梅拉姆。